# مزراحی
میزراحی (عبری: מזרחים‎) یا مِزراحی یا بِن میزراح -به معنی مشرقیون یا فرزندان مشرق- به یهودیانی گفته می‌شود که از تبار جوامع یهودی مقیم خاورمیانه هستند. اصطلاحِ میزراحی در اسرائیل بیشتر برای اشاره به گروهی از یهودیان استفاده می‌شود که از کشورهای با اکثریتِ مسلمان به اسرائیل آمده‌اند.

## یهودیان مشرقی مقیم فلات ایران
میزراحی به طور عمده شاملِ یهودیان مقیم فلات ایران، می‌شود. هم چون این، یهودیان عراق، سوریه، کویت، لبنان، گرجستان و یمن نیز مشرقی (میزراحی) خوانده می‌شوند.

### خاور فلات ایران
1. پاکستان
2. یهودیان افغانستان

### شمال فلات ایران
1. یهودی بخارایی
2. یهودیان کوهستان

### مرکز فلات ایران
1. ایرانیان یهودی

### جنوب فلات ایران
1. یهودیان بحرین

### باختر فلات ایران
1. یهودیان کرد

## مزراحی و سفاردی
آئین‌های یهودیان مشرقی همانند یهودیان سفاردی است؛ از این رو، گاهی میزراحی‌ها، در اسرائیل (و نه در خارج از اسرائیل) خودشان را سفاردی نیز معرفی می‌کنند. اما سفارد (در عربی و عبری) به معنی اسپانیا است و در اصل به یهودیان بومی اسپانیا و پرتغال گفته می‌شود.
در اسرائیل سفاردی هم در معنای شاخه‌ای از مذهب یهودی و هم به عنوان یک گروه قومی (که شامل میزراحی‌ها و مغربی‌ها هم می‌شود) کاربرد دارد. تا سالِ ۲۰۰۵، ۶۱ درصد از یهودیانِ اسرائیل از تبارِ میزراحی بوده‌اند.

### کتابشناسی
- Gilbert, Martin (2010). In Ishmael's house: a History of Jews in Muslim Lands. New Haven, Conn.: Yale University Press. ISBN 978-0-300-16715-3.
- Zaken, Mordechai (2007). Jewish Subjects and Their Tribal Chieftains in Kurdistan: A Study in Survival. Boston and Leiden: Brill.
- Lavie, Smadar (2014). Wrapped in the Flag of Israel: Mizrahi Single Mothers and Bureaucratic Torture. Oxford and New York: Berghahn Books. ISBN 978-1-78238-222-5 hardback; 978-1-78238-223-2 ebook.https://www.academia.edu/6799750/Wrapped_in_the_Flag_of_Israel_Mizrahi_Single_Mothers_and_Bureaucratic_Torture

### سازمانها
- World Organization of Jews from Arab Countries
- Sephardic Pizmonim Project Music of Mizrahi Jews.
- JIMENA Jews Indigenous to the Middle East and North Africa
- Multiculturalism Project - Middle Eastern and North African Jews
- Hakeshet Hademocratit Hamizrachit - An organization of Mizrahi Jews in Israel
- Harif: Association of Jews from the Middle East and North Africa (British-based)
- Ha' Yisrayli Torah Brith Yahad, Mizrahi Jewish Int'l Medical Humanitarian NGO recognized by the United Nations Civil Society and Economic Development Division (USA Based)

### جوامع یهودی
- of No Return One-stop blog on Jews from Arab and Muslim lands (English)
- Bukharian Jews Bukharian Jewish community (English and Russian)
- PersianRabbi.com Persian Jewish community
- Kurdish Jewry (Hebrew)
- The Babylonian Jewry Heritage Center Disseminating the 3000 year old heritage of Babylonian Jewry (English and Hebrew)
- Iraqi Jews Iraqi American Jewish Community in New York. Perpetuating the history, heritage, culture and traditions of Babylonian Jewry.
- Tradition of the Iraqi Jews (mostly Hebrew, with links to recordings)
- Sha'ar Binyamin Damascus Jewry (Hebrew and Spanish)
- Jews of Lebanon بایگانی‌شده  در ۲۰۲۰-۱۰-۲۲ توسط Wayback Machine
- Historical Society of Jews from Egypt
- Harissa.com Tunisian Jewish site (French)
- Zlabia.com Algerian Jewish site (French)
- Dafina.net Moroccan Jewish site (French)
- The Nash Didan Community Persian Azerbaijany, Aramaic speaking community (Hebrew, some English and Aramaic)